# Irene Brown
Irene Jessie "Mouse" Brown, de soltera Young, (Edimburgo, 16 de febrero de 1919-Ibidem, 7 de junio de 2017) fue una escritora y criptoanalista británica que trabajó en Bletchley Park, en Buckinghamshire, en el Hut 6, durante la Segunda Guerra Mundial. Trabajaba como lingüista y traductora en la sala de registro y en la sala principal de decodificación.

## Trayectoria
Creció y asistió a la escuela en Edimburgo, al St. Margaret's Convent School, al Canaan Park School y al Esdaile College. Se interesó por el francés, la literatura inglesa y el latín. En la Universidad de Edimburgo estudió Lengua y Literatura Inglesas.
Comenzó a trabajar en Bletchley Park en el Government Code and Cypher School (GCHQ) en 1942. Escribió un libro (con su nombre de soltera) sobre su época en Bletchley, Enigma Variations: a Memoir of Love and War. Publicado en 1990, fue uno de los primeros libros en describir cómo era la vida en Bletchley. Las mujeres constituían aproximadamente el 75% de la fuerza laboral en Bletchley Park. El libro habla de su estancia en el Hut 6, de la vida cotidiana en la "Estación X", de sus experiencias en tiempos de guerra en general y de la trágica muerte de su primer marido (Leslie Cairn). Ambos tenían labores confidenciales. Él en el Servicio Aéreo Especial (SAS) y ella como decodificadora. Ninguno de los dos podía decir al otro mucho sobre lo que estaban haciendo. En 1944, desapareció en combate en la Francia ocupada.
Se casó con Reginald Sydney Brown en 1948. Regresaron a Edimburgo y ella trabajó en una biblioteca departamental de la Universidad de Edimburgo. Sus documentos y correspondencia están guardados allí. Vivió gran parte de su vida en Edimburgo y murió en 2017 a la edad de 98 años.

## Obra
- Enigma Variations: a Memoir of Love and War (1990). ISBN 978-1840183771.